# Alysia Reiner
Alysia Michelle Davis Reiner(Gainesville, 21 de julho de 1970) é uma atriz estadunidense.
Reiner é mais conhecido por interpretar Natalie  "Fig " Figueroa na série de drama/comédia da plataforma Netflix, Orange Is the New Black (2013-2019) pelo qual ela ganhou um Screen Actors Guild Award por seu papel como parte do elenco.

## Filmografia

### Cinema
| Ano  | Título                       | Papel                   |
| ---- | ---------------------------- | ----------------------- |
| 1999 | Row Your Boat                |                         |
| 1999 | The Stand-In                 | Soap opera nurse        |
| 2000 | Little Pieces                | Casting director        |
| 2001 | Kissing Jessica Stein        | Schuller Gallery Artist |
| 2002 | Hourly Rates                 | Gail                    |
| 2004 | Sideways                     | Christine Erganian      |
| 2004 | The Three Body Problem       | Nina                    |
| 2005 | One Last Thing...            | Tai Uhlmann             |
| 2006 | A-List                       | Reporter                |
| 2006 | Cycle Unknown                | Marie                   |
| 2006 | The Narrow Gate              | Rachel                  |
| 2007 | Arranged                     | Leah                    |
| 2007 | Schooled                     | Miss Luna Hill          |
| 2008 | The Peppermint Tree          | Laura                   |
| 2009 | The Vicious Kind             | Samantha                |
| 2009 | The Jacket                   | Joan                    |
| 2009 | Speed Grieving               | Malia                   |
| 2012 | Backwards                    | Meghan                  |
| 2012 | Delivering the Goods         | New Head Chef           |
| 2013 | King Theodore Live           | Jordyn                  |
| 2014 | That Awkward Moment          | Amanda                  |
| 2014 | The Story of Milo & Annie    | Mercedes                |
| 2014 | Kelly & Cal                  | Trish                   |
| 2014 | Fort Tilden                  | Cobble Hill Mom         |
| 2014 | The Story of Milo & Annie    | Mercedes                |
| 2014 | Revenge of the Green Dragons | TV News Reporter        |
| 2014 | 5 Flights Up                 | Blue Leggings           |
| 2014 | Primrose Lane                | Theodocia               |
| 2014 | The Girl in the Book         | Interviewer             |
| 2014 | No Letting Go                | Lisa                    |
| 2015 | Ava's Possessions            | Noelle                  |
| 2015 | The Networker                | Beth                    |
| 2015 | The Other Side               | Rivka                   |

### Televisão
| Ano  | Título                            | Papel                   |
| ---- | --------------------------------- | ----------------------- |
| 1999 | Law & Order                       | Gretchen Stewart        |
| 2000 | Family Law                        | Ms. Holland             |
| 2002 | The Drew Carey Show               | Sally                   |
| 2002 | Law & Order: Special Victims Unit | Cindy Kerber            |
| 2003 | Law & Order: Criminal Intent      | Leslie Hurst            |
| 2004 | The Jury                          | Dr. Ainsley Solomon     |
| 2006 | The Sopranos                      | Linda Vaughn            |
| 2006 | Love Monkey                       | Megan                   |
| 2008 | The Starter Wife                  | Cindy                   |
| 2009 | Law & Order: Criminal Intent      | Paula O'Keefe           |
| 2009 | White Collar                      | Manager                 |
| 2010 | Law & Order: Criminal Intent      | Michelle Linden         |
| 2010 | Law & Order                       | Amy Felner              |
| 2011 | Blue Bloods                       | Hannah                  |
| 2012 | The Exes                          | Cindy                   |
| 2013 | Orange Is the New Black           | Natalie Figueroa        |
| 2014 | Hawaii Five-O                     | Agente Especial Chapman |
| 2014 | How to Get Away with Murder       | D.A. Wendy Parks        |
| 2015 | Bones                             | Amelia Minchin          |
| 2017 | Broad City                        | Hot woman               |